# Forêt classée de la Lama
La forêt classée de la Lama est une aire protégée du Bénin, classée en 1946, située au sud du pays, sur le territoire de la commune de Toffo dans le département de l'Atlantique et sur celui de Zogbodomey, dans le département du Zou.

## Milieu physique

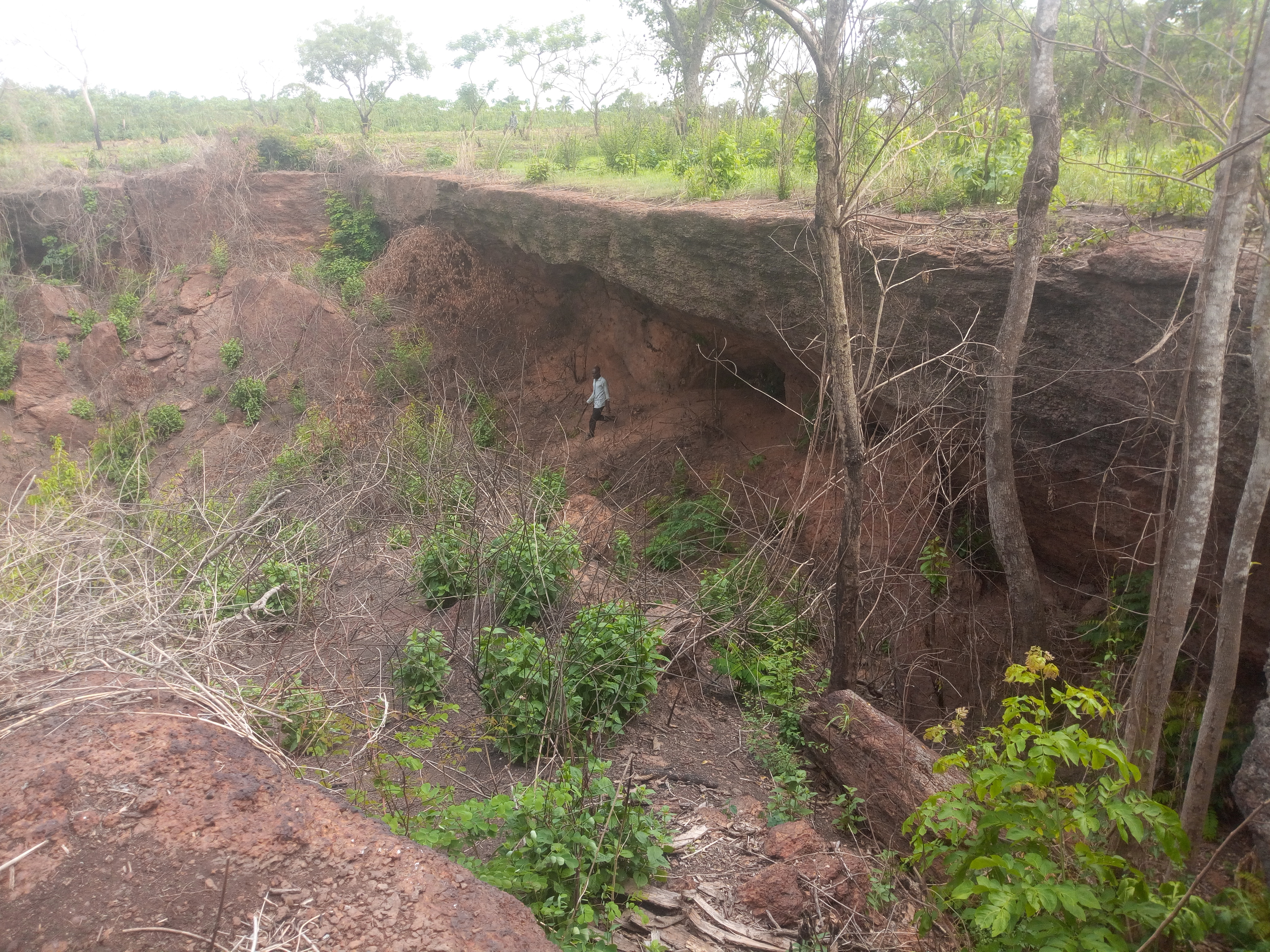
Début de la dépression de la Lama à Kplokedji.

La forêt doit son nom à la « dépression de la Lama », une entaille dans le bassin sédimentaire du sud Bénin, qui met à nu des marnes et des argiles de l'éocène et dans laquelle se développent des vertisols.
Elle s'étend sur 16 250 hectares, répartis entre les départements de l’Atlantique (9 750 ha à Toffo) et le Zou (6 500 ha à Zogbodomey). Entre 1946 et 1986, l'activité humaine a détruit une grande partie de la forêt naturelle par des défrichements et des feux de brousse, puis un plan d'aménagement a permis de préserver environ 4 759 ha qui constituent désormais le « noyau central » (NC). Disposées autour de ce noyau, de nouvelles plantations doivent permettre de le protéger, tout en couvrant les besoins en bois de construction et de chauffage.
La forêt est soumise à un climat subéquatorial à quatre saisons, avec des précipitations  irrégulières (1 100 mm par an en moyenne). L'humidité reste très élevée en saison sèche et les brouillards nocturnes persistent jusqu'à une heure avancée de la matinée.
L'altitude est de 60 m en moyenne.

### Flore
Lama est l'un des plus grands îlots de forêt dense humide semi-décidue subsistant dans le sillon dahoméen, connu sous le nom de Dahomey Gap.
Plusieurs études ont permis d'y identifier 248 espèces végétales – soit 10 % de l'ensemble de la flore béninoise. Selon Emrich et al. (1999), les familles les plus représentées sont les Rubiaceae (15 espèces), les Caesalpiniaceae (11 espèces), les Euphorbiaceae et les Papilionaceae (9 espèces chacune) et les Sapindaceae (8 espèces). D'après Paradis et Houngnon (1977), les principales espèces forestières rencontrées sont : Dialium guineense, Diospyros mespiliformis, Mimusops andongensis, Drypetes floribunda, Celtis brownii et Afzelia africana.

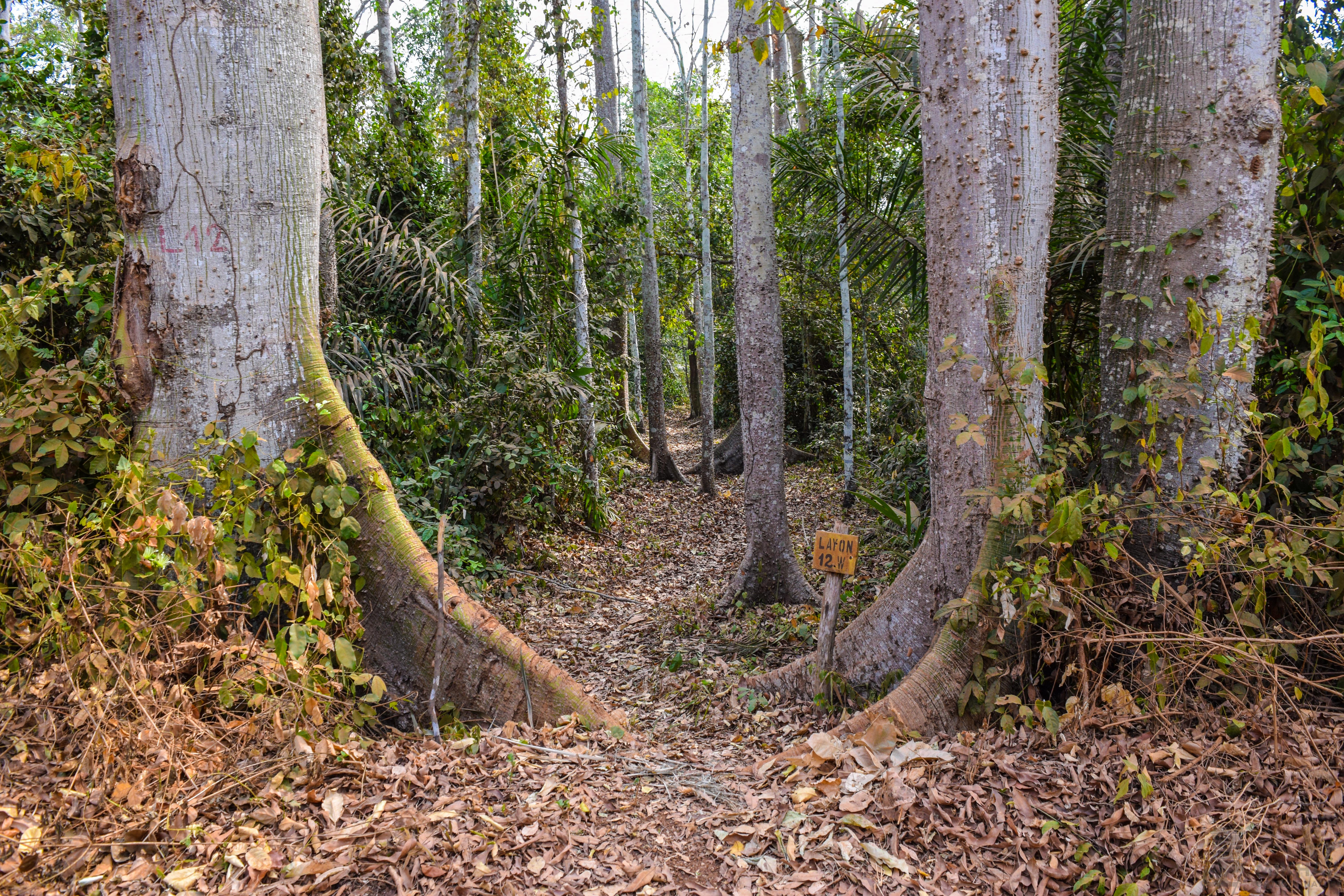
Le layon 12.
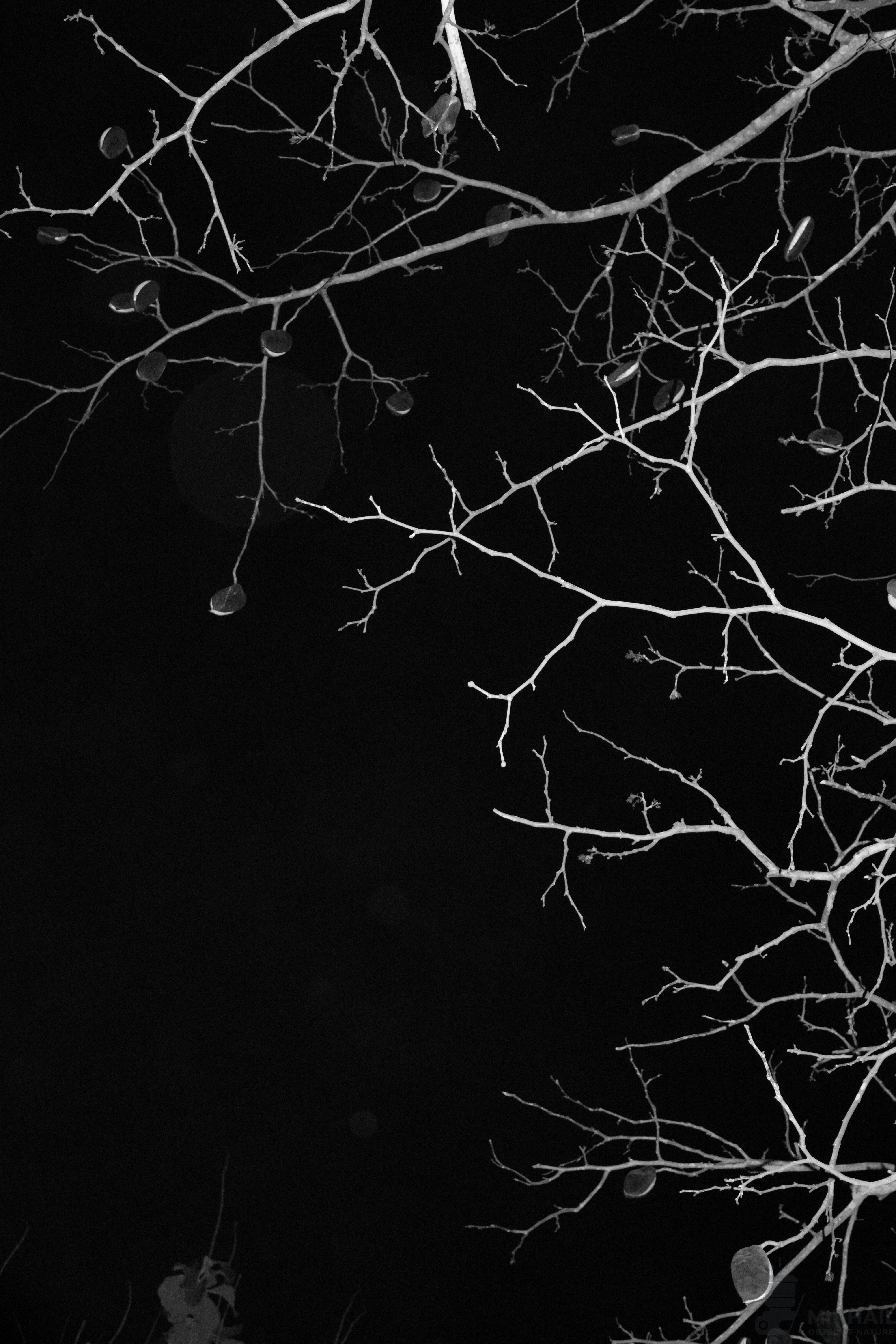
Afzelia africana.
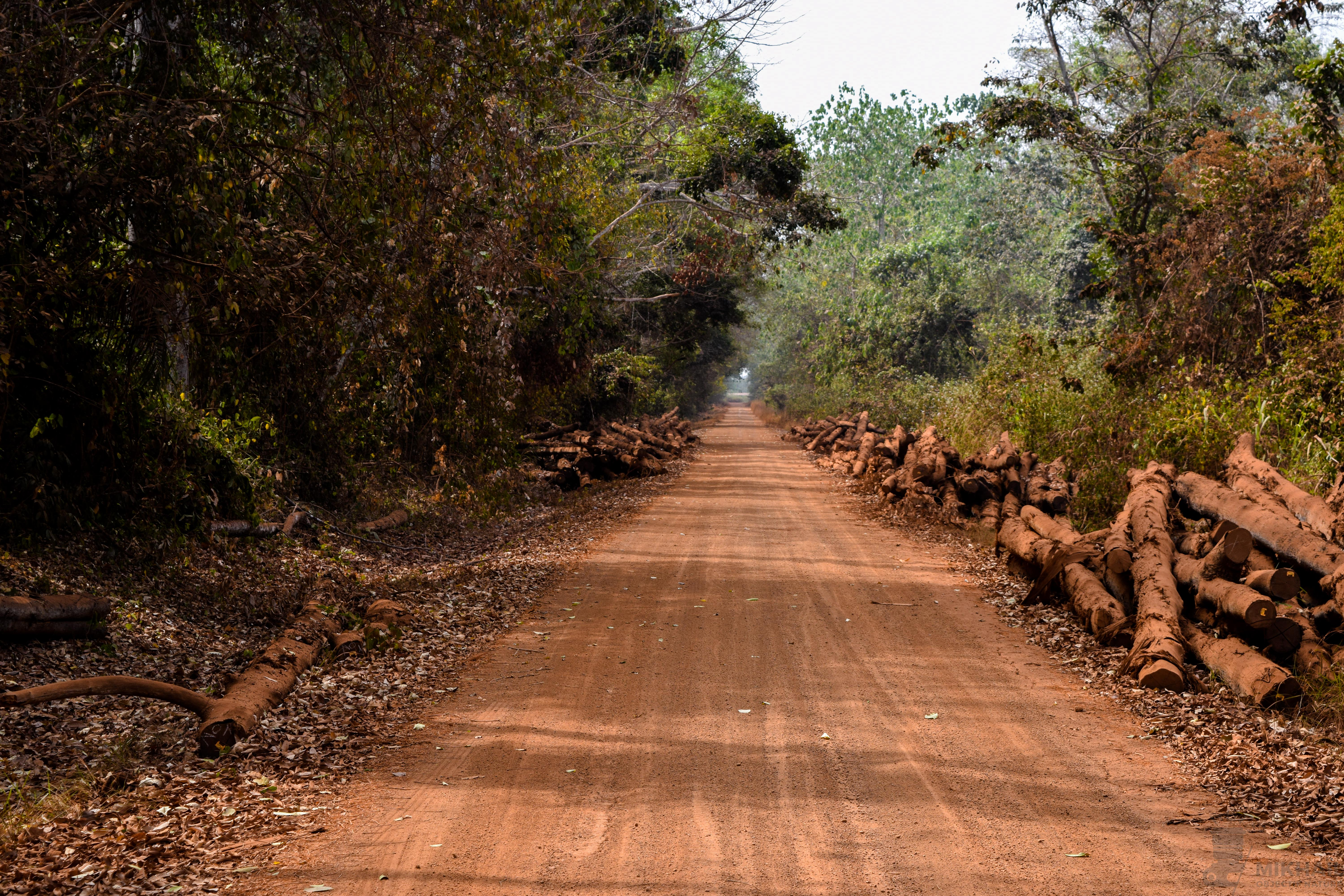
Grumes de teck.
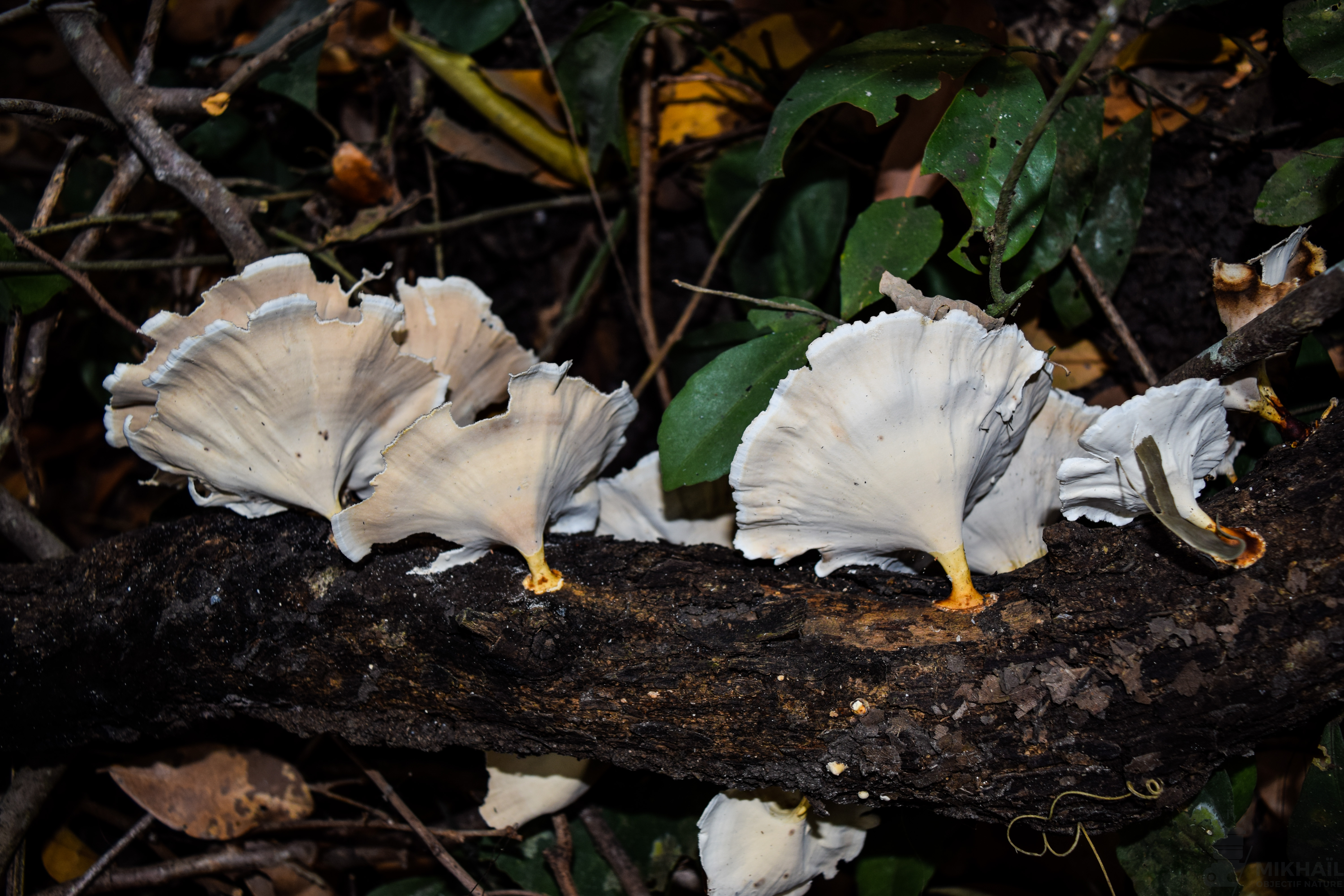
Champignons (?).

### Faune

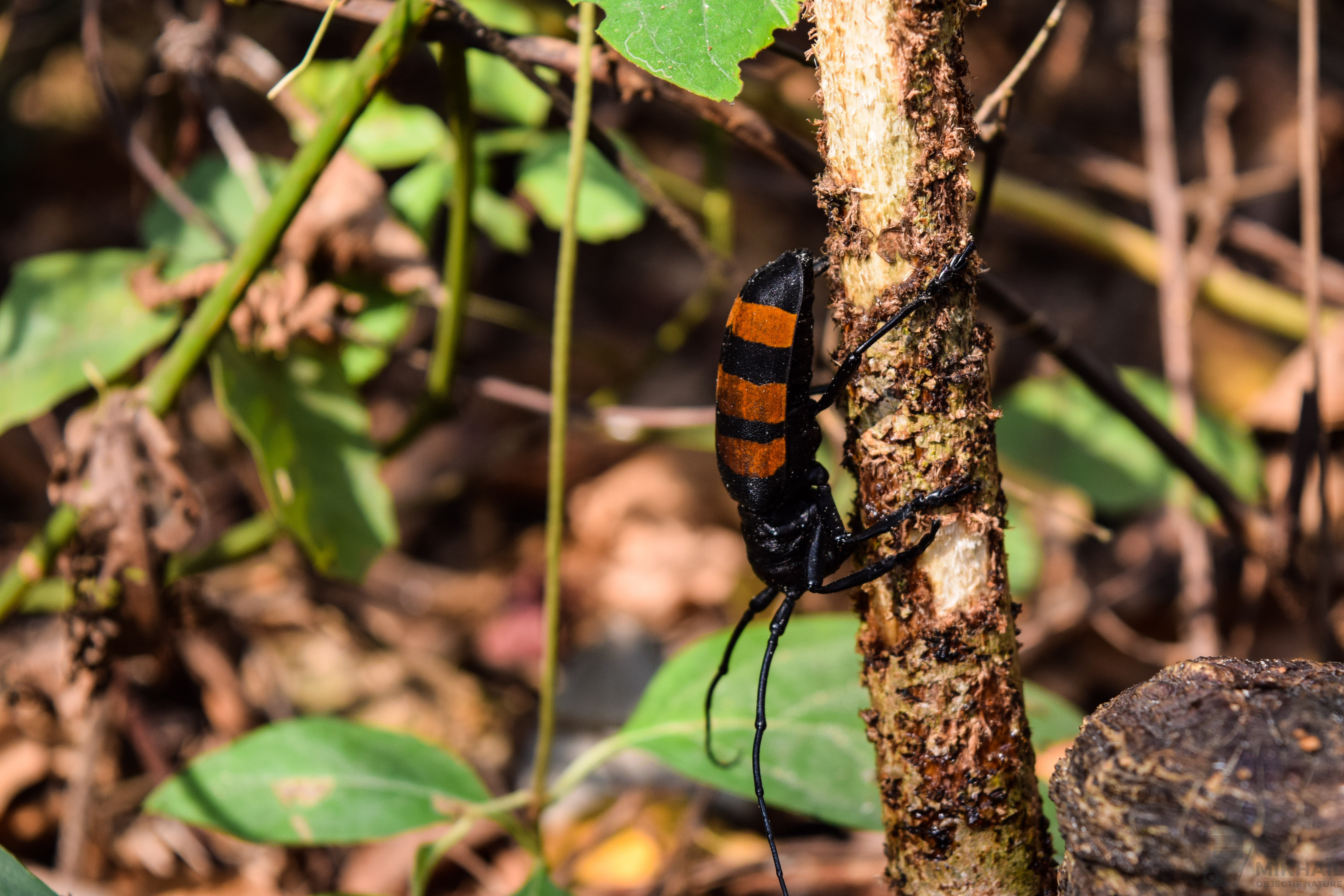
Insecte xylophage (Analeptes trifasciata).

Les études de Kafichoni (1987), Coubéou (1995), Sinsin (1995), Oates (1996), Emrich et al. (1999), Kassa (2001) et Nobimè (2002) établissent un inventaire de la faune mammalienne de la Lama, qui abrite notamment une diversité élevée en primates pour le Bénin : 7 espèces sur 10 – telle que le singe à ventre rouge (Cercopithecus erythrogaster erythrogaster), sous-espèce endémique du Bénin, qui demeure l'espèce de référence, car sa protection peut permettre la sauvegarde d'autres espèces de la forêt.
On y trouve aussi des suidés comme le potamochère (Potamochoerus porcus), des antilopes (Cephalophus sp.) et des rongeurs.
Une estimation de 1999 (Emrich et al.) donne 171 espèces d'oiseaux, dont 91 sont liées aux zones forestières, 51 aux savanes et 29 sont ubiquistes.
Dans les réserves naturelles, les dégâts causés par les arthropodes sont moins souvent étudiés que les dégradations anthropiques. Cependant, dans la forêt de la Lama, on constate la présence d'une espèce ravageuse, le coléoptère cérambycide Analeptes trifasciata, qui attaque fortement le Prunier mombin (Spondias mombin), très utilisé dans la pharmacopée traditionnelle et l'alimentation.

## Enjeux

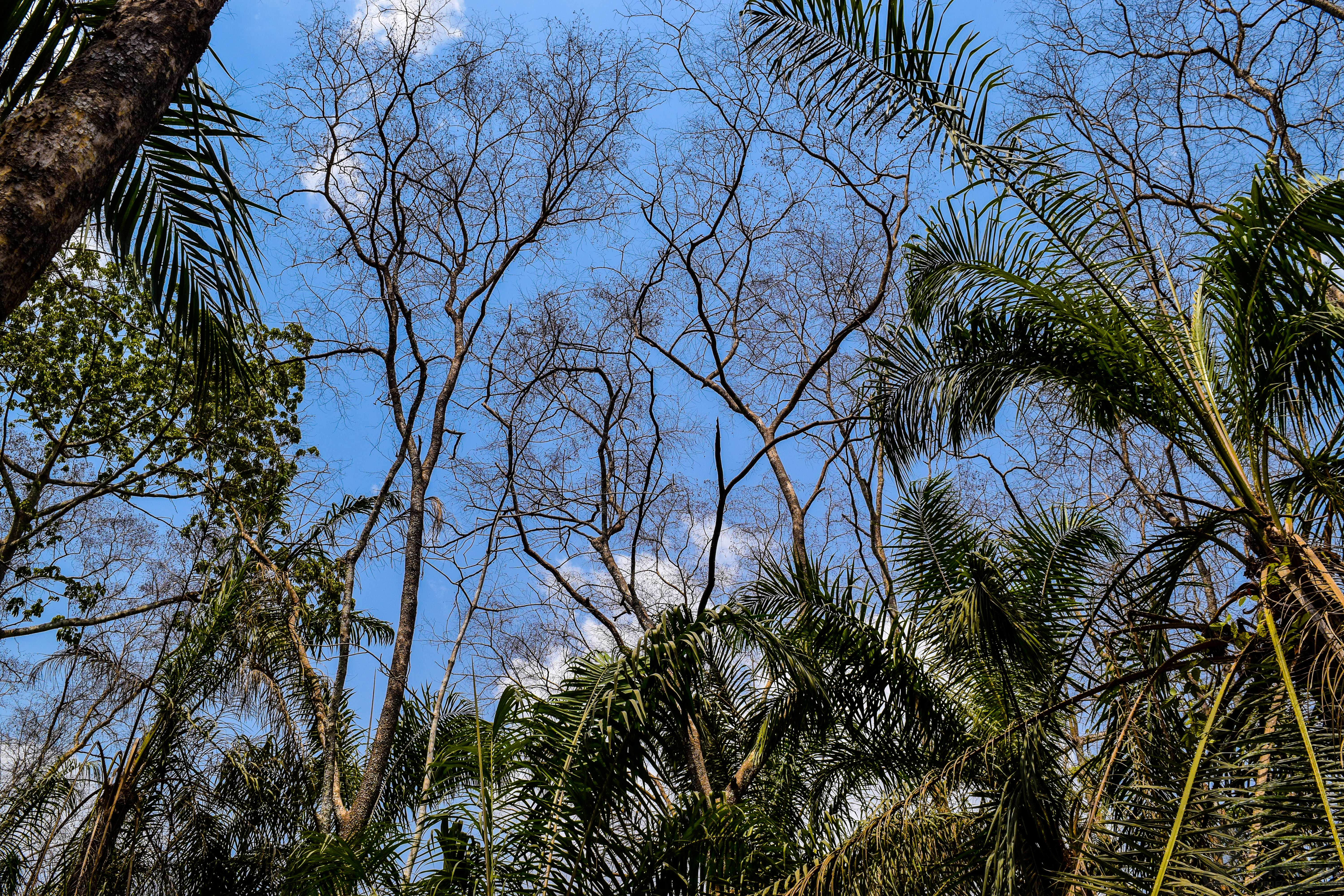
Zone dégradée en reconstitution.
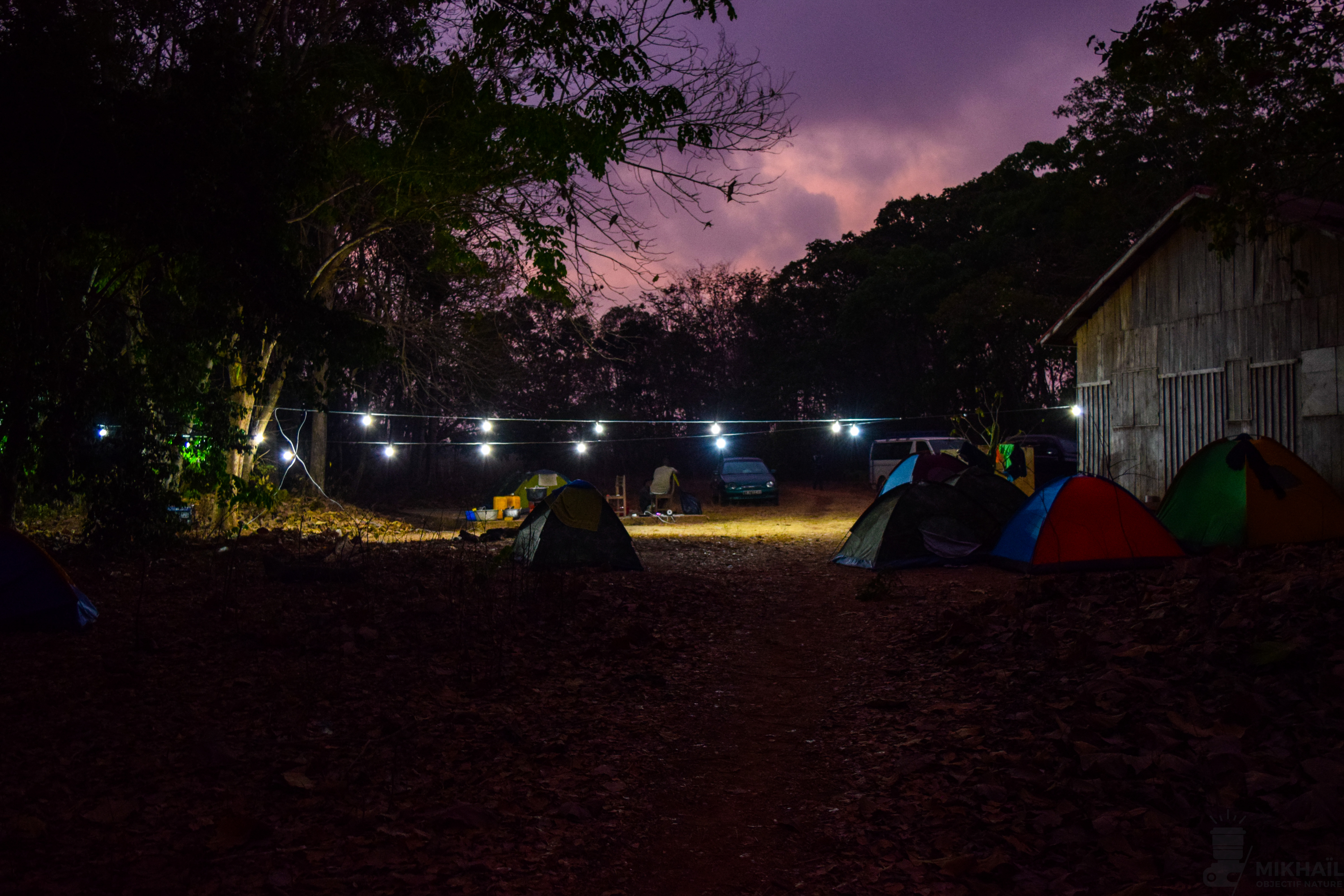
Campement sur la base de vie de Kô.
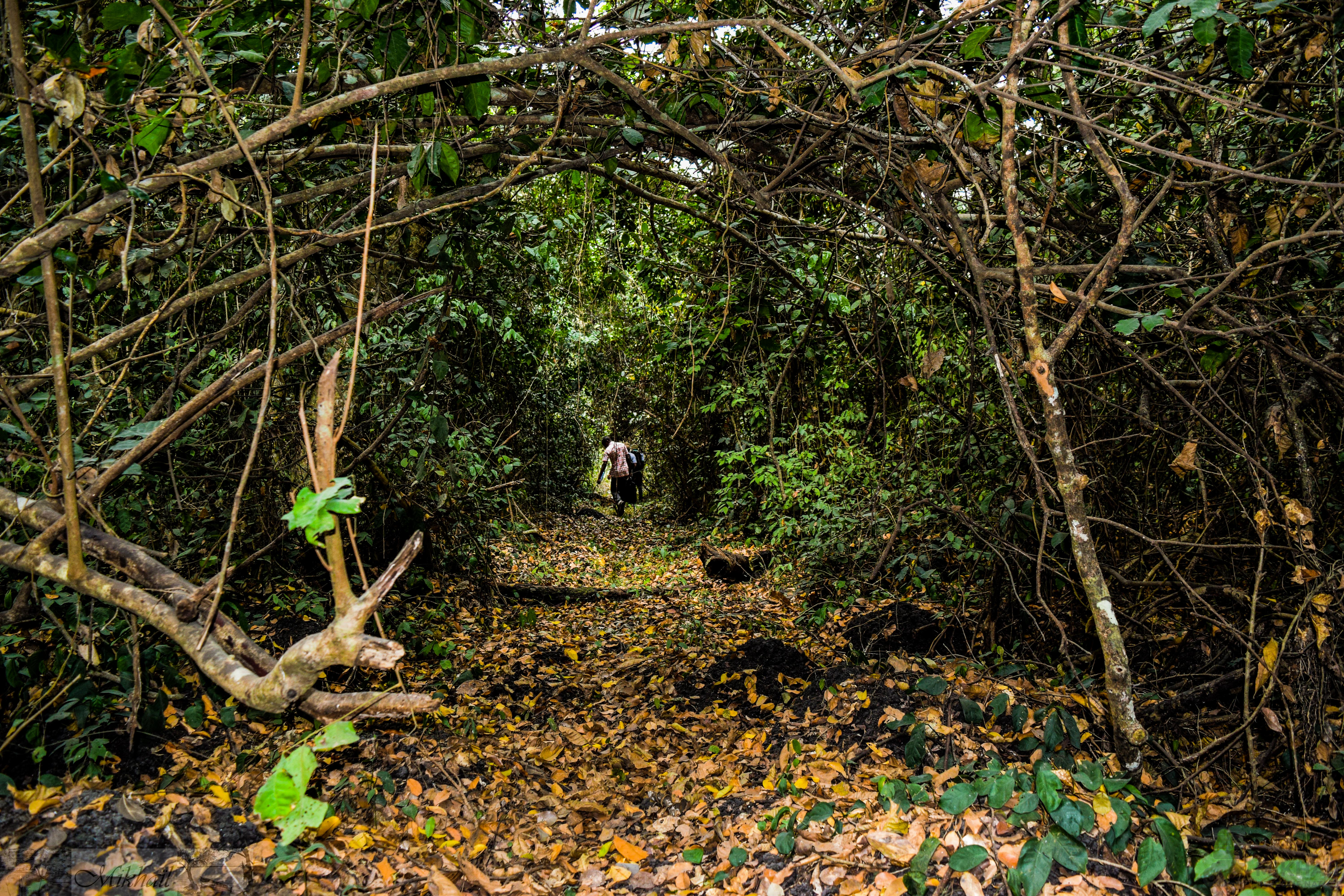
Allée verte pour des circuits écotouristiques.